# Niere (Lebensmittel)

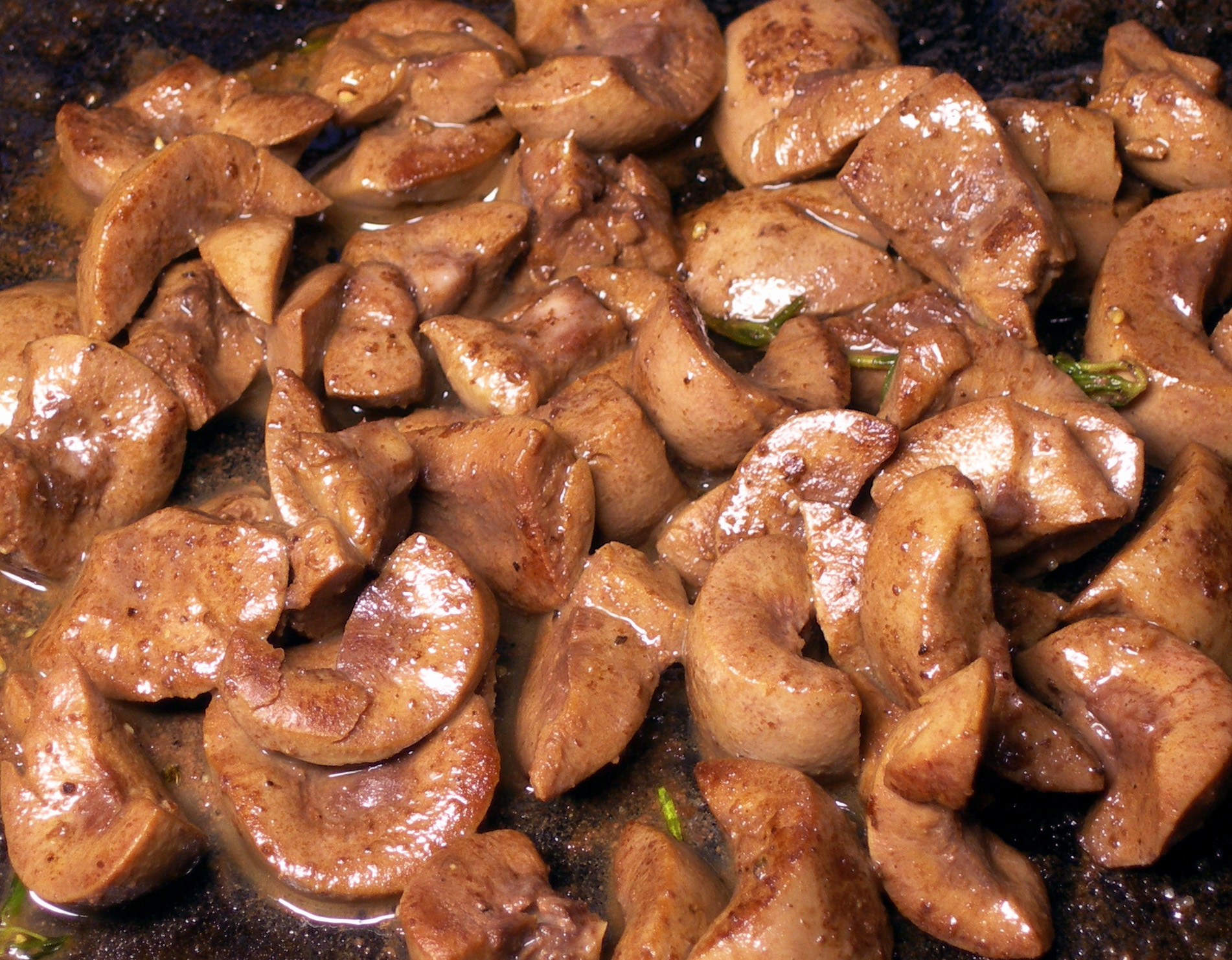
Gebratene Lammnieren

Nieren gehören zu den Innereien. Als Hauptzutat für Gerichte – meist sind es Ragouts oder Suppen – werden vor allem Nieren vom Lamm, Kalb und Schwein verwendet, seltener auch vom Geflügel.
Rindernieren werden selten als Ganzes zubereitet, sie sind zu fest und werden nur zerkleinert für Blut- und Leberwurst verwendet. Das die Nieren umgebende Fett wird in der Regel zu Nierenfett, vor allem Rindernierenfett, verarbeitet.

## Zubereitung
Zur Zubereitung werden die Nieren zuerst von ihrer Fettkapsel befreit und enthäutet sowie der Harnstrang entfernt. Anschließend werden sie gewässert. Um den Urin möglichst weitgehend auszuspülen, empfiehlt sich mehrfaches Wässern. Eine andere Methode besteht darin, die Nieren in Milch einzulegen. Je nach Rezept werden die so vorbereiteten Nieren in Scheiben oder Würfel geschnitten und kurz gedünstet, geschmort oder gebraten. Bei zu langer Garzeit werden sie hart. Wie Lebern dürfen Nieren erst gegen Ende gesalzen werden. Wird aus dem Bratensatz eine Sauce hergestellt, sollten die Nieren vorher herausgenommen und nur zum Schluss noch einmal kurz in ihr erwärmt werden, da sonst der Geschmack der Sauce leidet.
Ein traditionelles süddeutsches und rheinisch-westfälisches Gericht sind Saure Nieren. Das bekannte Zürcher Geschnetzelte wird in der klassischen Zubereitungsart ebenfalls mit geschnetzelten Nieren (Nierli) verfeinert. Zudem können Nieren als Suppe zubereitet werden.

## Zusammensetzung und Inhaltsstoffe
Der Nährstoffgehalt von Nieren setzt sich größtenteils aus Eiweiß und einem kleineren Anteil an Fett zusammen. Er liegt, je nach Herkunft, bei rund 100 kcal pro 100 Gramm. Nieren sind zudem reich an Vitaminen (v. a. einige B-Vitamine) und Mineralstoffen.
| Nierenart       | Energie           | Fett   | Kohlenhydrate | Eiweiß | Vitamin A | Vitamin B1 | Vitamin B2 | Vitamin B3 | Vitamin B5 | Vitamin B6 | Vitamin B12 | Vitamin C |
| --------------- | ----------------- | ------ | ------------- | ------ | --------- | ---------- | ---------- | ---------- | ---------- | ---------- | ----------- | --------- |
| Niere (Schwein) | 419 kJ (100 kcal) | 3,25 g | 0 g           | 16,5 g | 0,059 mg  | 0,34 mg    | 1,70 mg    | 8,21 mg    | 3,13 mg    | 0,44 mg    | 0,008 mg    | 13,3 mg   |
| Niere (Rind)    | 364 kJ (87 kcal)  | 2,64 g | 0 g           | 15,7 g | 0,089 mg  | 0,56 mg    | 2,12 mg    | 4,88 mg    | 3,97 mg    | 0,32 mg    | 0,028 mg    | 0 mg      |